# Medzev
Medzev (in ungherese Mecenzéf, in tedesco Metzenseifen) è una città della Slovacchia facente parte del distretto di Košice-okolie, nella regione di Košice.
Le prime testimonianze della città risalgono al 1359.
Ha dato i natali all'ex calciatore Jaroslav Pollák.